# 翳み
| ウィキペディアには「翳み」という見出しの百科事典記事はありません（タイトルに「翳み」を含むページの一覧/「翳み」で始まるページの一覧）。 代わりにウィクショナリーのページ「翳み」が役に立つかもしれません。 |